# スカウト (航空機・イスラエル)
IAI スカウト / IAI Scout
IAI スカウト（イスラエル空軍博物館）
- 用途：偵察機
- 分類：無人航空機
- 製造者：イスラエル・エアクラフト・インダストリーズ
- 運用者： イスラエル（イスラエル陸軍）
- 運用開始：1970年代末
- 退役：2000年代

IAI スカウト (IAI Scout) は、1970年代にイスラエルのイスラエル・エアクラフト・インダストリーズ (IAI)によって開発された軍用の無人航空機 (UAV)である。IAI スカウトは1973年に初飛行に成功し、先にイスラエル軍に導入されていたタディラン電子工業製のUAV "タディラン マスティフ"の対抗馬として開発されたもので、マスティフとほぼ同じようなサイズ・性能を持っていた。1970年代のイスラエル軍はこういった無人偵察機の必要性を強く感じており、マスティフに続いてスカウトもイスラエル陸軍に配備され、1982年のガリラヤの平和作戦 (レバノン侵攻作戦)にはマスティフと共に実戦投入された。
尚、IAI スカウトにはヘブライ語では זהבןという名前がつけられており、意味は"オリオール"(コウライウグイス族の意)である。また、後述のIAIの開発部門の名を冠し、MAZLAT スカウト (MAZLAT Scout) と表現される事もある。

## 概要
IAIの開発グループは1974年に試作した無人機の初飛行を行ったが、この機体は性能に満足のいくものではなかった。IAI スカウトとなる機種の開発が始まったのは1977年とされ、完成したスカウトが最初に公の場に姿を見せたのは1979年のパリ航空ショーであった。1981年にはスカウトを導入した南アフリカ空軍によって、プロテア作戦において初めて実戦投入された。
1982年のガリラヤの平和作戦では、イスラエル軍は北部のベッカー高原におけるシリア軍の地対空ミサイルサイト制圧作戦であるモール・クリケット19作戦において、空中発射式デコイであるADM-141のイスラエルによるライセンス生産型である"サムソン"と共にスカウトおよびマスティフを投入し、28基の地対空ミサイルサイトの発見および破壊に成功した。
この戦争においてイスラエル製偵察用無人航空機の有用性が証明され、アメリカ軍の興味を引くこととなった。1983年にアメリカ軍がレバノンに駐留して以降はその傾向が顕著となり、1984年にはアメリカ海軍から無人偵察機開発の要求仕様が出されることになった。この要求に対してIAIとタディランそれぞれの無人機開発チームは協力して応じる事とし、IAIの無人航空機開発専門の部門としてMAZLATが誕生した（現在はMALATに名称変更）。
また、アメリカ軍は純粋な外国製の兵器導入には消極的であったため、新型機の開発にはアメリカの航空機関連企業であるAAIコーポレーションとの共同開発という形が取られることとなった。このような経緯でMAZLATとAAIコーポレーションにより共同開発された"パイオニア"はアメリカ軍の選定プログラムに勝利し、1986年よりRQ-2 パイオニアとしてアメリカ軍への部隊配備が行われることとなった。MAZLATはこの後もスカウトおよびマスティフの近代化改修や新たな無人航空機の開発を行っている。また、マスティフと異なりIAIスカウトはいくつかの国にも輸出されている。
1992年には、IAI - MAZLATの新型無人偵察機であるIAI サーチャーがイスラエル空軍に配備された。IAIサーチャーもスカウトやマスティフと似たような外見の双胴機であるが、全長・全幅は約2倍、重量は約4倍になっている。こういった後継機種の登場により、イスラエル軍のスカウトおよびマスティフは2000年代中頃に退役したと見られている。

## 構造
IAI スカウトの機体構造は先に開発されたタディラン マスティフに極めて類似しており、直方体のような形状の機体に長方形の直線翼を持ち、機首部分には光学機材、機体の後部には推進用のプロペラを装備し(推進式)、尾翼はツインブームによって保持される(双胴機)構造となっている。この機体構造は、前述のRQ-2 パイオニアや後継機種のIAI サーチャーをはじめとして、多くの無人航空機でも採用されている。

## 運用国

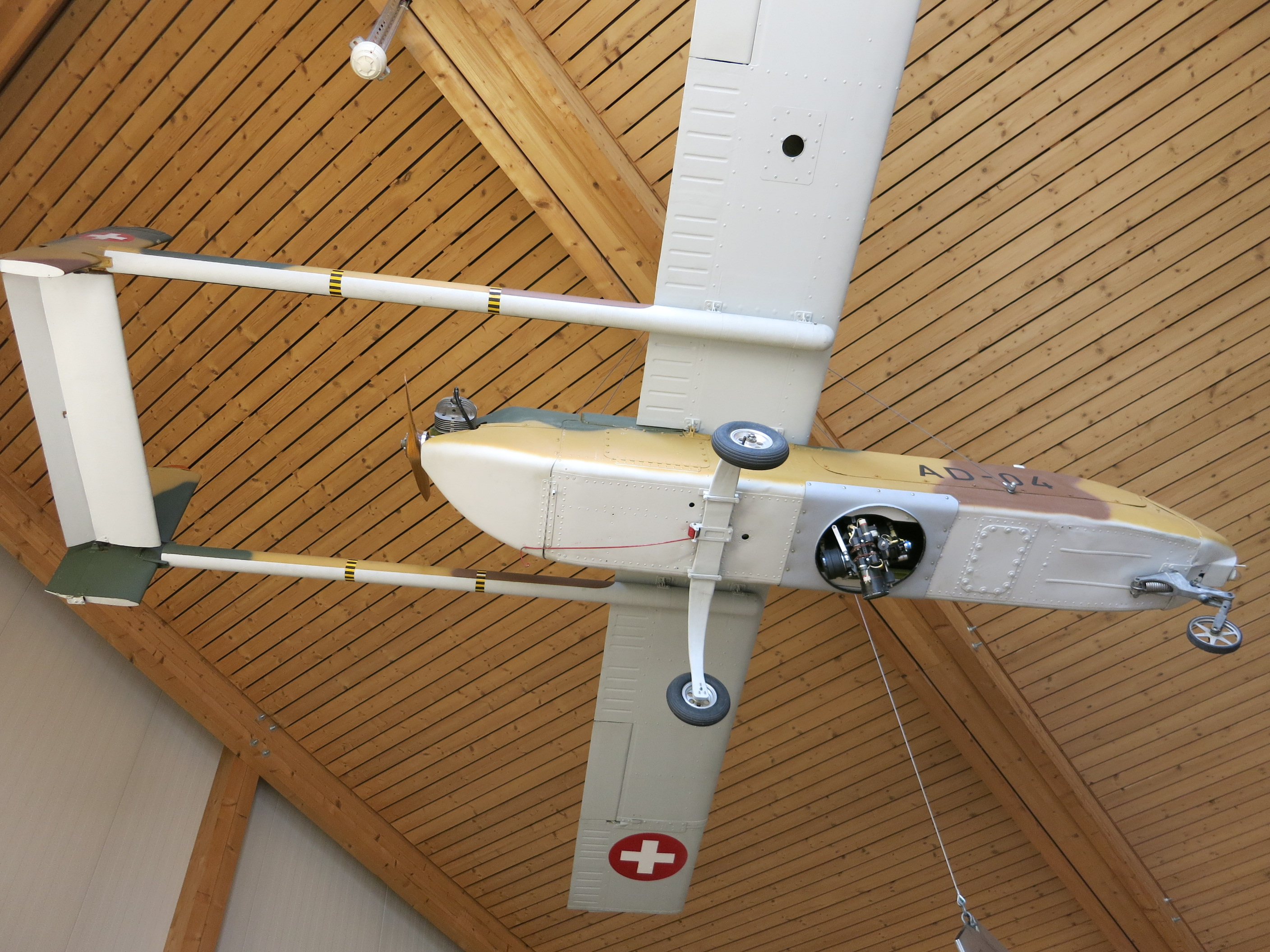
スイス空軍博物館に展示されているスカウト

- イスラエル - イスラエル陸軍部隊、およびイスラエル空軍第200飛行隊（英語版）で運用された[3]。
- 南アフリカ共和国[2][4]
- シンガポール[4]
- スイス[4]
- スリランカ

## 要目

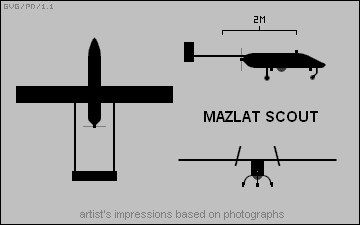
IAI (MAZLAT) スカウトの三面図

出典: 
諸元
- 乗員: 0名（無人）
- ペイロード: 38kg
- 全長: 3.68m
- 全高: 0.94m
- 翼幅: 4.96m
- 空虚重量: 96kg
- 最大離陸重量: 159kg
- 動力:  ピストンエンジン（形式不明）、22hp    × 1

性能
- 最大速度: 176km/h
- *最大上昇高度: 4,600 m
- 飛行可能時間: 7時間